# John Richardson (effets spéciaux)
Pour les articles homonymes, voir John Richardson et Richardson.
John Richardson est un spécialiste des effets spéciaux britannique, né en 1946. Son père, Cliff Richardson, travaillait aussi dans les effets spéciaux, tout comme son propre fils, Marcus Richardson.

## vie personnelle
Le 13 août 1976, alors qu'il travaillait sur le film Un pont trop loin et qu'il était au volant, il a subi un accident de voiture aux Pays-Bas, qui causa le décès de sa compagne d'alors, la sculptrice Liz Moore. 

## Filmographie

### Cinéma

#### Effets spéciaux
- 1967 : Casino Royale (non crédité)
- 1969 : La Bataille d'Angleterre (assistant - non crédité)
- 1970 : The Railway Children
- 1971 : Les Diables
- 1971 : Les Chiens de paille
- 1972 : Les Griffes du lion
- 1973 : Chacal
- 1974 : Terreur sur le Britannic
- 1974 : Phase IV
- 1974 : Mahler
- 1974 : Le Petit Prince
- 1975 : Rosebud
- 1975 : Rollerball
- 1975 : Le Froussard héroïque
- 1976 : La Malédiction
- 1977 : Un pont trop loin
- 1977 : Le Continent oublié
- 1978 : Superman
- 1979 : Les Loups de haute mer
- 1979 : Bons baisers d'Athènes
- 1979 : Moonraker
- 1980 : Les Yeux de la forêt
- 1980 : La Guerre des abîmes
- 1982 : Cinq jours, ce printemps-là
- 1983 : Octopussy
- 1985 : Ladyhawke, la femme de la nuit
- 1985 : Dangereusement vôtre
- 1986 : Aliens, le retour
- 1987 : Tuer n'est pas jouer
- 1988 : Willow
- 1989 : Permis de tuer
- 1991 : Highlander, le retour
- 1992 : Horizons lointains
- 1992 : Christophe Colomb : La découverte
- 1993 : Cliffhanger : Traque au sommet
- 1994 : Rendez-vous avec le destin
- 1997 : Starship Troopers
- 1997 : Demain ne meurt jamais
- 1999 : Peur bleue
- 1999 : Le monde ne suffit pas
- 2000 : Family Man (non crédité)
- 2001 : Harry Potter à l'école des sorciers
- 2002 : Plus jamais
- 2002 : Men in Black 2
- 2002 : Harry Potter et la Chambre des secrets
- 2002 : Meurs un autre jour
- 2004 : Harry Potter et le Prisonnier d'Azkaban
- 2005 : Harry Potter et la Coupe de feu
- 2007 : Harry Potter et l'Ordre du phénix
- 2009 : Harry Potter et le Prince de sang-mêlé
- 2010 : Harry Potter et les Reliques de la Mort - Première Partie
- 2011 : Harry Potter et les Reliques de la Mort - Deuxième Partie

### Télévision

#### Effets spéciaux
- 1990 : L'Île au trésor

## Distinctions

### Récompenses
- BAFTA 1987 : British Academy Film Award des meilleurs effets visuels pour Aliens, le retour
- Oscars 1987 : Oscar des meilleurs effets visuels pour Aliens, le retour
- Saturn Award 1998 : Saturn Award des meilleurs effets spéciaux pour Starship Troopers
- BAFTA 2012 : British Academy Film Award des meilleurs effets visuels pour Harry Potter et les Reliques de la Mort - Deuxième Partie

### Nominations
- Oscar du cinéma :
  - 1994 : Oscar des meilleurs effets visuels pour Cliffhanger : Traque au sommet
  - 1998 : Oscar des meilleurs effets visuels pour Starship Troopers
  - 2005 : Oscar des meilleurs effets visuels pour Harry Potter et le Prisonnier d'Azkaban
  - 2011 : Oscar des meilleurs effets visuels pour Harry Potter et les Reliques de la Mort - Première Partie et Harry Potter et les Reliques de la Mort - Deuxième Partie

- British Academy Film Awards :
  - 2002 : British Academy Film Award des meilleurs effets visuels pour Harry Potter à l'école des sorciers
  - 2003 : British Academy Film Award des meilleurs effets visuels pour Harry Potter et la Chambre des secrets
  - 2005 : British Academy Film Award des meilleurs effets visuels pour Harry Potter et le Prisonnier d'Azkaban
  - 2006 : British Academy Film Award des meilleurs effets visuels pour Harry Potter et la Coupe de feu
  - 2008 : British Academy Film Award des meilleurs effets visuels pour Harry Potter et l'Ordre du Phénix
  - 2010 : British Academy Film Award des meilleurs effets visuels pour Harry Potter et le Prince de sang-mêlé
  - 2011 : British Academy Film Award des meilleurs effets visuels pour Harry Potter et les Reliques de la Mort - Première Partie

- 2011 : Critics' Choice Movie Award des meilleurs effets visuels pour Harry Potter et les Reliques de la Mort - Première Partie
- Online Film Critics Society 2003 : meilleurs effets visuels pour Harry Potter et la Chambre des secrets
- Phoenix Film Critics Society :
  - 2002 : meilleurs effets visuels pour Harry Potter à l'école des sorciers
  - 2003 : meilleurs effets visuels pour Harry Potter et la Chambre des secrets
- Satellite Awards :
  - 2002 : Satellite Award des meilleurs effets visuels pour Harry Potter à l'école des sorciers
  - 2011 : Satellite Award des meilleurs effets visuels 2011 pour Harry Potter et les Reliques de la Mort - Deuxième Partie

- Saturn Award :
  - 1980 : Saturn Award des meilleurs effets spéciaux pour Moonraker
  - 1990 : Saturn Award des meilleurs effets spéciaux pour Willow
  - 2002 : Saturn Award des meilleurs effets spéciaux pour Harry Potter à l'école des sorciers
  - 2003 : Saturn Award des meilleurs effets spéciaux pour Harry Potter et la Chambre des secrets
  - 2005 : Saturn Award des meilleurs effets spéciaux pour Harry Potter et le Prisonnier d'Azkaban
  - 2006 : Saturn Award des meilleurs effets spéciaux pour Harry Potter et la Coupe de feu
  - 2008 : Saturn Award des meilleurs effets spéciaux pour Harry Potter et l'ordre du Phénix
  - 2010 : Saturn Award des meilleurs effets spéciaux pour Harry Potter et le prince de sang-mêlé
  - 2011 : Saturn Award des meilleurs effets spéciaux pour Harry Potter et les Reliques de la Mort - Première Partie
  - 2012 : Saturn Award des meilleurs effets spéciaux pour Harry Potter et les Reliques de la Mort - Deuxième Partie